# Battaglia di Somosierra

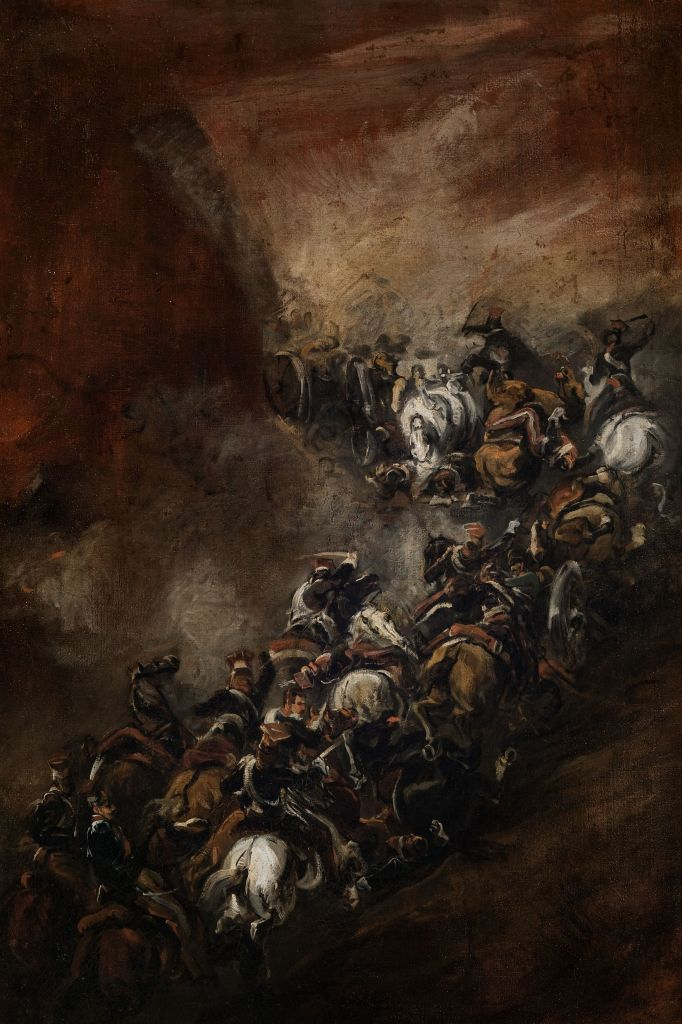
Battaglia di Somosierra di Piotr Michałowski

La battaglia di Somosierra si svolse il 30 novembre 1808 nel corso della guerra d'indipendenza spagnola, quando un esercito francese guidato da Napoleone Bonaparte forzò un passo che attraversava la Sierra de Guadarrama, mettendo a rischio Madrid.
Sul passo di montagna del Puerto de Somosierra, 90 chilometri a nord di Madrid, un distaccamento spagnolo in grave inferiorità numerica, sostenuto dall'artiglieria e guidato da Benito de San Juan, riuscì a bloccare l'avanzata napoleonica verso la capitale. Napoleone sconfisse le posizioni spagnole grazie all'attacco combinato di più corpi, caricando con i cavalleggeri polacchi della Guardia imperiale i cannoni spagnoli, mentre la fanteria francese risaliva il pendio. La vittoria eliminò l'ultimo ostacolo che bloccava la strada per Madrid, che cadde molti giorni dopo.

## Contesto
Alla fine di novembre del 1808 la Grande Armata francese aveva distrutto entrambe le ali dell'esercito popolare spagnolo. Per portare a termine la riconquista della Spagna, Napoleone avanzò verso Madrid con 40 000 uomini.
Il generale San Juan mise insieme un esercito ad hoc composto da milizie, riserve e vari reggimenti di regolari reduci da precedenti sconfitte, in tutto circa 12 000 uomini, per difendere Madrid. Per chiudere i vari accessi alla città, San Juan sparpagliò il suo già scarso esercito. 9000 uomini furono messi ad ovest a controllare il passo di Guadarrama, ed altri 3000 occuparono un avamposto a Sepúlveda, lasciando solo 9000 uomini e 16 cannoni sulle alture di Somosierra.

## Passo di Somosierra
La natura del terreno e la tenacia degli spagnoli inizialmente li favorirono. La sera del 29 novembre la brigata di Sepulveda respinse un assalto francese, infliggendo numerose perdite ed evitando di venire schiacciati dai numerosi francesi. Il mattino seguente Napoleone fece avanzare la fanteria direttamente verso il passo, mentre piccoli distaccamenti pungevano i fianchi. Scambiandosi raffiche di moschetti con gli avversari, i francesi procedevano lenti ma inesorabili verso i cannoni spagnoli.

## La carica polacca
Dato che era difficile colpire al fianco gli spagnoli con la fanteria, e che Napoleone era impaziente di procedere, ordinò alla cavalleria polacca composta da 125 elementi di caricare gli spagnoli e le loro batterie di artiglieria fortificata. A quel numero vanno aggiunti gli altri squadroni, per un totale di 450 uomini, ma questi altri entrarono in battaglia in un secondo momento. Alla carica dei 125 contro le batterie si unì il plotone di Niegolewski di ritorno da una ricognizione. Non è chiaro, comunque, se il numero comprendeva solo le truppe di linea (sabres) o tutti quelli delle unità. Napoleone non emanò ordini scritti. Jan Kozietulski, quel giorno al comando del 3º squadrone, disse che il suo ordine fu: "Lekka jazda kłusem!" ("Cavalleria leggera al trotto!") e, attraversando il piccolo ponte, aggiunse "En avant, Vive l'Empereur!" ("Avanti, lunga vita all'imperatore!").
Alcuni storici occidentali hanno ipotizzato che Napoleone abbia sbagliato ad ordinare ai polacchi di caricare le batterie di 16 cannoni attraversando molti chilometri di terreno impervio. Secondo altri, Napoleone ordinò solo di avvicinarsi all'artiglieria per poterla conquistare, in modo da aprire la via alla fanteria, e che fu Kozietulski a fraintndere l'ordine. La cosa non è molto importante, una volta iniziata la carica i cavalleggeri si trovarono sotto al fuoco della seconda batteria, e sarebbero comunque stati costretti a continuare l'attacco visto che ormai era impossibile fermare i cavalli al galoppo. Presero la seconda e la terza batteria, ma solo in pochi raggiunsero l'ultima, e gli spagnoli tentarono di riconquistarla. Fu allora che Napoleone vide un'opportunità di vittoria e mise subito in azione gli altri squadroni.
Benito de San Juan aveva a disposizione 16 cannoni, disposti su quattro batterie. Secondo alcuni racconti, basati soprattutto sui resoconti degli ufficiali francesi, si pensa che gli spagnoli abbiano piazzato tutti i loro cannoni sulla cima del passo Somosierra. In questo modo però, disposti nel raggio di 600–800 metri, i cannoni non avrebbero potuto colpire buona parte dell'esercito nemico, mentre i resoconti stessi affermano che lo stesso Napoleone era minacciato dal fuoco nemico. La prima batteria difendeva l'entrata del passo Somosierra, le successive due coprivano il passo agli angoli, mentre la quarta, da sola, si trovava sulla sommità. Si pensa che ogni batteria fosse composta da quattro pezzi, e le ultime teorie secondo le quali il passo era troppo stretto per permetterlo sono da considerare solo leggende.

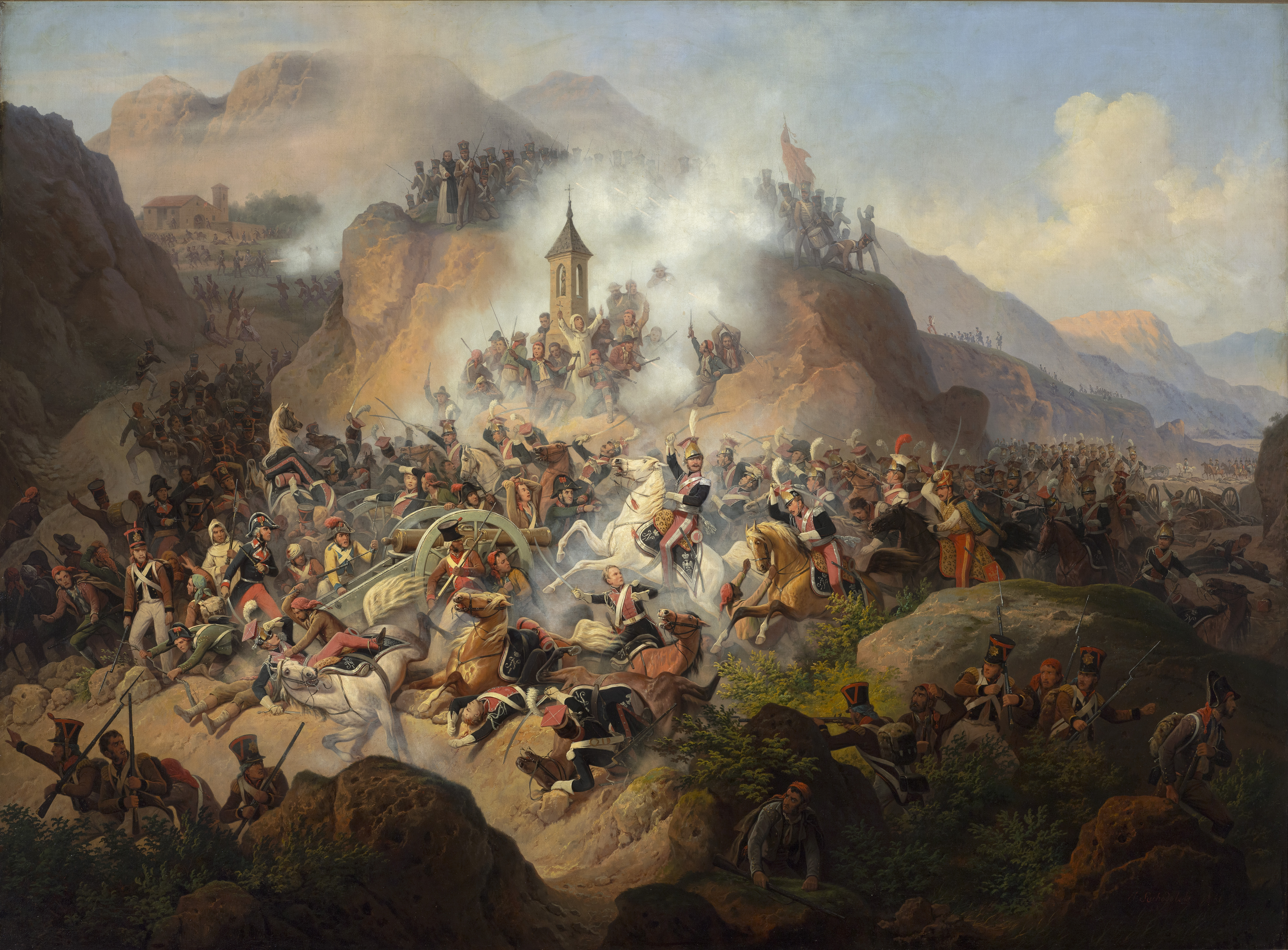
Carica attraverso il passo Somosierra

Il 13° bollettino dell'esercito spagnolo afferma che i cavalleggeri erano comandati dal generale Louis-Pierre Montbrun. In ogni caso sia entrambi i comandanti polacchi già citati ed il tenente colonnello Pierre Dautancourt, dissero nelle loro relazioni che non era così. Datancourt afferma che Montbrun, parlandone con lui, aveva riso di quell'ipotesi. Lo storico francese Adolphe Thiers gli concede l'onore di aver guidato la carica, il che causò la protesta dei polacchi che avevano partecipato allo scontro. Il maggiore Philippe de Ségur, nelle sue memorie, scrisse di aver comandato lui stesso l'assalto, ma i suoi resoconti sono spesso considerati inaffidabili, e sia Dautancourt che i polacchi negarono la cosa.
La carica fu in realtà condotta da Kozietulski, ma egli perse il proprio cavallo dopo lo scontro con la prima batteria. Lo squadrone fu poi riunito da Andrzej Niegolewski, precedentemente in ricognizione con i propri uomini. La carica fu poi condotta da Dziewanowski e, quando questi cadde da cavallo dopo la presa della terza batteria, da Piotr Krasiński. La carica che giunse all'ultima batteria fu condotta da Niegolewski, il quale sopravvisse quasi per miracolo quando gli spagnoli lo attaccarono (ricevett nove ferite di baionetta e due proiettili di fucile alla testa).
Secondo molte memorie dei veterani della battaglia, Kozietulski guidò i propri uomini alla carica gridando Vive l'Empereur. Una leggenda popolare afferma che l'urlo originale fosse in polacco, Naprzód psiekrwie, Cesarz patrzy - Avanti, figli di cani, l'imperatore sta guardando.
Quando la quarta batteria fu conquistata, Napoleone ordinò ai propri cacciatori della guardia ed al 1º squadrone di polacchi capitanati da Tomasz Łubieński, di riprendere l'attacco e cacciare gli spagnoli dal passo. Łubieński provò a prendersi l'intera gloria, minimizzando l'apporto del 3º squadrone (mentre Niegolewski cercò di dimostrare di aver conquistato lui i cannoni, e che Łubieński aveva avuto vita facile dato che gli spagnoli gli stava sparando "con le caramelle").

## Effetti della carica

Somosierra, di January Suchodolski, 1875

Gli ufficiali francesi tentarono di minimizzare l'importanza della carica polacca, dicendo che il successo sarebbe stato da attribuire alla fanteria francese del generale François Ruffin. Di nuovo, il 13° bollettino dell'esercito spagnolo parla dell'apporto fondamentale dei cavalleggeri polacchi. Solo una carica della cavalleria sarebbe stata in grado di conquistare tutte e quattro le postazioni, anche se la fanteria francese fosse stata abbastanza vicina da sferrare un attacco, causando la ritirata in massa delle milizie irregolari spagnole andaluse e, quindi, la ritirata strategica dell'intero esercito. Gli artiglieri spagnoli avrebbero preferito morire che abbandonare la loro posizione, ma le relazioni polacche non citano nessuno scontro con le milizie spagnole. I soldati abbandonarono le loro posizioni vedendo quanto facilmente i polacchi conquistavano le altre batterie. In mezzo al fumo, non potevano vedere quanti pochi erano i polacchi in cima.

## Conseguenze

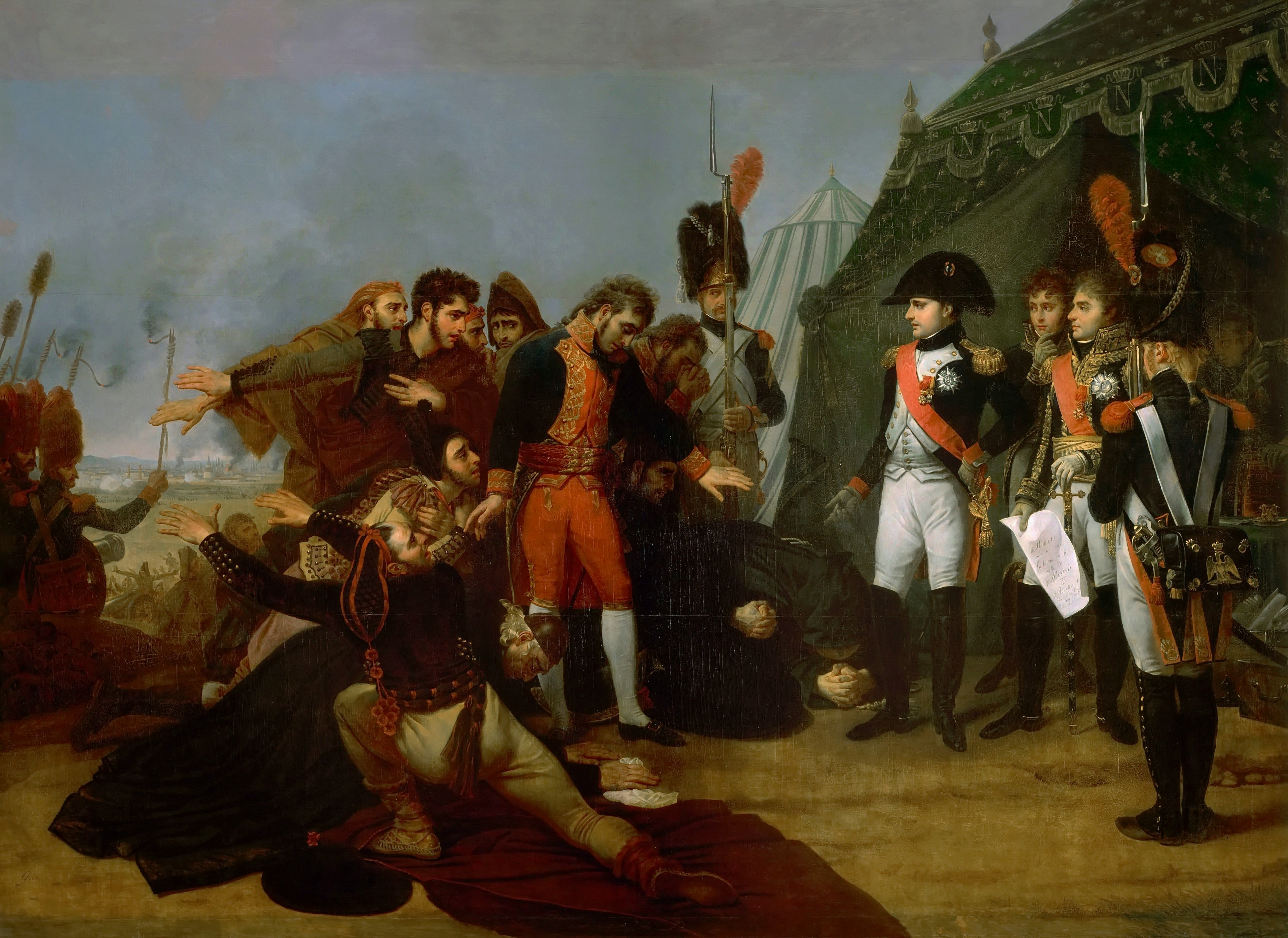
Napoleone accetta la capitolazione di Madrid, di Antoine-Jean Gros, 1810, olio su tela. Madrid cade dopo la sconfitta di Somosierra

San Juan riportò il proprio esercito fino a Madrid. Nonostante la vittoria di Somosierra fosse dovuta sia alla cavalleria che alla fanteria, con la fanteria alle prese con la parte più dura dello scontro, i racconti successivi (compreso quello di Napoleone) posero maggior enfasi sulla carica polacca.
Le pattuglie francesi raggiunsero la periferia di Madrid il 1º dicembre. La Junta fece un mezzo disperato tentativo di difendere la capitale, ed il 4 dicembre un devastante bombardamento di artiglieria obbligò le difese spagnole alla resa. I rimanenti 2 500 soldati regolari si arresero, i 20 000 civili si dispersero, ed i francesi entrarono in città quell'anno per la seconda volta.